# Mehmed Bečirovič
Mehmed Bečirovič, detto Memi (Slovenska Bistrica, 1º marzo 1961), è un allenatore di pallacanestro sloveno.
È il padre di Sani Bečirovič, cestista professionista vincitore di un'Eurolega.

## Carriera
Bečirovič intraprese la carriera di allenatore dopo che un serio infortunio all'anca lo costrinse ad abbandonare l'attività agonistica (era un playmaker).
Inizia dalle serie minori slovene per poi arrivare alla massima serie nel 1997. Passò poi ad allenare le Nazionali giovanili slovene, guidando prima la selezione Under-18 ed in seguito quella Under-20. Con l'Under-18 Bečirovič conquistò una medaglia d'argento ai Campionati Europei 2002, perdendo la finale di un punto contro la Croazia. Torna poi ad allenare nel campionato sloveno sulle panchine di Rogla Zreče e KK Elektra Šoštanj.
Nel 2004 vive la sua prima esperienza professionale all'estero con l'ingaggio da parte dei Crabs Rimini, formazione del campionato di Legadue che raggiunse poi i play-off uscendo ai quarti di finale. Dal 2005 al 2007 torna in patria accordandosi con l'Helios Domžale. Questo periodo precede il suo arrivo all'Union Olimpija di Lubiana, club più titolato della pallacanestro slovena impegnato quell'anno anche in Eurolega.
Allena gli ucraini dell'Azovmash Mariupol' nella stagione 2008-09, per poi approdare in Belgio un anno più tardi assumendo la guida dell'Ostenda. Dal dicembre 2009 siede anche sulla panchina della Nazionale maggiore slovena, subentrando a Jure Zdovc ma mantenendo il proprio incarico all'Ostenda fino al marzo seguente, mese in cui si interrompe il rapporto con il club belga. Ai mondiali 2010, la sua Slovenia esce ai quarti di finale contro i padroni di casa della Turchia.
Nel febbraio 2012 diventa il nuovo coach della Nazionale iraniana, con cui ha vinto la Coppa d'Asia 2013. Per alcuni mesi, oltre all'incarico con la Nazionale, allena contemporaneamente anche il Mahram a livello di club.
Dopo un breve ritorno all'Olimpija, approda in Cina, dove entra a far parte dello staff tecnico degli Jiangsu Dragons, inizialmente come assistente e successivamente come capo allenatore. Rimane nel paese anche dopo la lunga esperienza con la squadra, conclusasi al termine della stagione 2019-2020. Nell'agosto 2020 viene infatti annunciato come nuovo allenatore dei Nanjing Tongxi Monkey Kings, che guida per l'intera stagione 2020-2021 e per parte di quella 2021-2022.
Il 30 maggio 2024 fa ritorno al Nanjing Tongxi Monkey Kings, questa volta in qualità di assistente allenatore, assumendo in seguito la guida della squadra come capo allenatore.

## Palmarès
- Campionato sloveno: 1

Helios Domžale: 2006-07
- Coppa di Slovenia: 2

Helios Domžale: 2007
Union Olimpija: 2008
- Coppa del Belgio:

Ostenda: 2010